# Bzdura Roku
Bzdura roku – plebiscyt organizowany corocznie od 1996 roku przez Gazetę Wyborczą i Radio Eska. Jest to konkurs na najgłupsze lub najbardziej absurdalne wydarzenie lub pomysł, jaki został w danym roku wprowadzony w Polsce. Do 2000 roku włącznie wybierano tylko bzdurę łódzką. Propozycje zgłaszają sami czytelnicy i słuchacze. Zwycięska osoba lub instytucja otrzymuje pomalowaną na złoto muszlę klozetową.

## Laureaci
1997 r. Urząd Miasta Zgierz, który wyposażył toalety dla petentów w szyfrowane zamki.
1998 r. Ex aequo: urzędy gmin Zgierz i Ozorków, za wynikający z braku konsultacji między nimi bałagan w numeracji stanowiącej granicę obydwu gmin ulicy Granicznej w miejscowości Sokolniki.
1999 r. Wojewódzki Fundusz Ochrony Środowiska w Łodzi za szkolenie samorządowców na Cyprze. Podczas pobytu na wyspie uczyli się m.in. techniki odsalania wody morskiej oraz wypalania węgla drzewnego.
2000 r. kierownik Zakładu Usług Komunalnych w Pabianicach. Za drobne uchybienia służbowe przeniósł karnie księgową z wyższym wykształceniem i 35-letnim stażem pracy na stanowisko babci klozetowej z zachowaniem dotychczasowej pensji.
2001 r. Urząd Marszałkowski w Białymstoku. Postanowił przyłączyć woj. podlaskie do europejskiego stowarzyszenia gmin nadmorskich. (Białystok do morza ma około 400 km).
2002 r. straż graniczna za organizację ruchu na przejściu w Chałupkach-Silherovicach. Granica biegnie tam wzdłuż ulicy, co powodowało komiczne sytuacje.
2003 r. Polskie Koleje Państwowe, które podzieliły się na wiele spółek. Ofiarą reformy padł profesor z Torunia. Przyjechał do Warszawy pociągiem pospiesznym. Na Dworcu Centralnym przesiadł się do podmiejskiego pociągu osobowego, żeby dotrzeć do stacji Warszawa-Stadion. Zapłacił karę, bo choć pociąg jechał po tej samej trasie co pospieszny z Torunia, należał do innej spółki kolejowej i profesor powinien był kupić inny bilet.
2004 r.  prezydent Szczecina, Marian Jurczyk, wprowadził zasadę, że petent ma płacić urzędnikowi za czas poświęcony załatwieniu jego sprawy. 30 groszy za minutę lub 18 zł za godzinę. Jedna z radnych zapłaciła 3 tys. zł, bo potrzebowała danych o nieruchomościach komunalnych. Urzędnikowi zajęło to 165 godzin, bo musiał zejść do archiwum 248 razy.
2005 r. Urząd Miasta w Płocku za most donikąd, który kosztował 190 mln zł, ale nie udało się przeprowadzić do końca przetargu na zbudowanie dróg dojazdowych i przez ponad dwa lata na ukończony Most Solidarności w Płocku nie można było wjechać.
2006 r. Bogumił Czubacki, burmistrz Sochaczewa, za protest, który podpisał sam przeciwko sobie.
2007 r. nagrody nie przyznano.
2008 r. prezydent Sieradza Jacek Walczak, który kazał zespołowi ludowemu "Sieradzanie" tańczyć nowocześniej uważając, że "robią mu z miasta wioskę".
2009 r. Urząd Miasta Łodzi, który próbował odebrać mieszkanie rodzinie za to, że wymieniła drzwi wejściowe na antywłamaniowe.